# التعليم في السجن

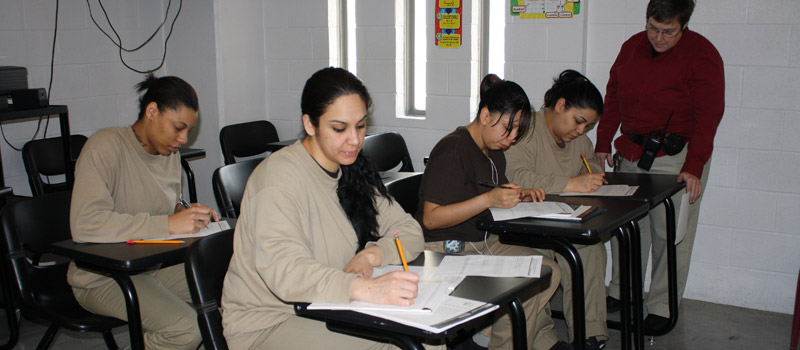
فصل تعليمي في سجن فيدرالي في الولايات المتحدة.

التعليم في السجن هو أي نشاط تعليمي يحدث داخل السجن.يمكن أن تشمل الدورات برامج محو الأمية الأساسية، وبرامج معادلة المدارس الثانوية،التعليم المهني والتعليم العالي. يمكن أيضًا اعتبار الأنشطة الأخرى مثل برامج إعادة التأهيل والتربية البدنية وبرامج الفنون والحرف شكلاً من أشكال تعليم السجون.عادةً ما يتم توفير البرامج وإدارتها وتمويلها من قبل إدارة السجن، على الرغم من أن السجناء قد يُطلب منهم دفع تكاليف برامج التعليم عن بعد. يختلف التاريخ والممارسات الحالية في تعليم السجون اختلافًا كبيرًا بين البلدان.
أولئك الذين يدخلون أنظمة السجون في جميع أنحاء العالم لديهم، في المتوسط ، مستويات تعليم أقل من عامة السكان. غالبًا ما يهدف التعليم في السجن إلى جعل السجين أكثر قابلية للتوظيف بعد الإفراج عنه. قد تكون إدارة البرامج التعليمية في السجون وحضورها أمرًا صعبًا.نقص الموظفين والميزانية، نقص الموارد التعليمية وأجهزة الكمبيوتر ونقل السجناء بين المنشآت هي من العوائق الشائعة.قد يحجم السجناء عن المشاركة غالبًا بسبب الفشل التعليمي في الماضي أو الافتقار إلى الحافز.
تظهر الدراسات باستمرار أن التعليم في السجن هو وسيلة فعالة لتقليل معدلات العودة إلى الإجرام، مما يوفر تكلفة عقوبات السجن المستقبلية. في المملكة المتحدة، تشير التقديرات إلى أن كل جنيه يُنفق على تعليم السجون يوفر على دافعي الضرائب أكثر من جنيهين وفي الولايات المتحدة يكون المعدل من أربعة إلى خمسة دولارات يتم توفيرها مقابل كل دولار يتم إنفاقه. على الرغم من فوائد برامج التثقيف في السجون، لا تزال معدلات التعليم داخل السجون منخفضة في العديد من البلدان، وقد قوبلت محاولات زيادة التمويل لتعليم السجون بالاعتراض. يجادل المعارضون بأن التثقيف في السجون هو إهدار للمال وأن السجناء لا يستحقون هذة المنفعة.